# Мемнон (Вишневский)
Епи́скоп Ме́мнон (в миру Алекса́ндр Ива́нович Вишне́вский; 1828, Олонецкая губерния — 6 ноября 1903) — епископ Русской православной церкви, епископ Новомиргородский, викарий Херсонской епархии.

## Биография
Родился в 1828 году в семье диакона Шунгского прихода Повенецкого уезда Олонецкой епархии.
Окончил олонецкую духовную семинарию. В 1855 году окончил Санкт-Петербургской духовную академию со степенью кандидата богословия.
В этом же году пострижен в монашество. 30 июня рукоположен во иеромонаха и назначен преподавателем философских наук в Смоленскую духовную семинарию.
В 1860 году назначен на должность инспектора Калужской духовной семинарии.
В 1862 году причислен к соборным иеромонахам Московского Ставропигиального Донского монастыря.
В 1864 году возведен в сан архимандрита.
В 1866 году перемещен на должность ректора и наставника богословских наук Подольской духовной семинарии.
С 1868 года — настоятель Пинского Богоявленского монастыря Минской губернии.
С 1875 года — настоятель Полоцкого Богоявленского монастыря.
В 1880 году перемещён в Литовскую епархию с назначением штатным членом Литовской духовной консистории.
22 января 1884 года хиротонисан во епископа Елисаветградского, викария Херсонской епархии.
Скромный владыка заслужил уважение своей любовью к частым церковным службам. Когда в 1891 году появился вопрос о назначении епископом Елисаветградским Акакия (Заклинского), епископ Мемнон остался при епархии, но пошёл на повышение — его перевели в Херсон первым викарием.
С 7 сентября 1891 года — епископ Новомиргородский, викарий Херсонской епархии.
По одним данным 3 мая 1903 года был возвращён на Елисаветградское викариатство, 4 ноября уволен на покой.
Скончался 6 ноября 1903 года от угара в бане.